# Natolin (powiat otwocki)
Natolin – wieś sołecka w Polsce położona w województwie mazowieckim, w powiecie otwockim, w gminie Osieck.
Wierni Kościoła rzymskokatolickiego należą do parafii św. Bartłomieja Apostoła w Osiecku.
Wieś ulicówka. Wieś typu rolniczego w wygasającym stanie. Drewniany budynek szkoły z przełomu XIX i XX w. został rozebrany, obecnie istnieje tylko biblioteka, która była położona przy szkole. W Natolinie istniała kiedyś również przychodnia. Obecna liczba domów wynosi ok. 100.
Od roku 1964 funkcjonuje w miejscowości jednostka OSP.
W latach 1975–1998 miejscowość należała administracyjnie do województwa siedleckiego.